# Башкирская цветная (порода уток)
Башкирская цветная — порода домашних уток.

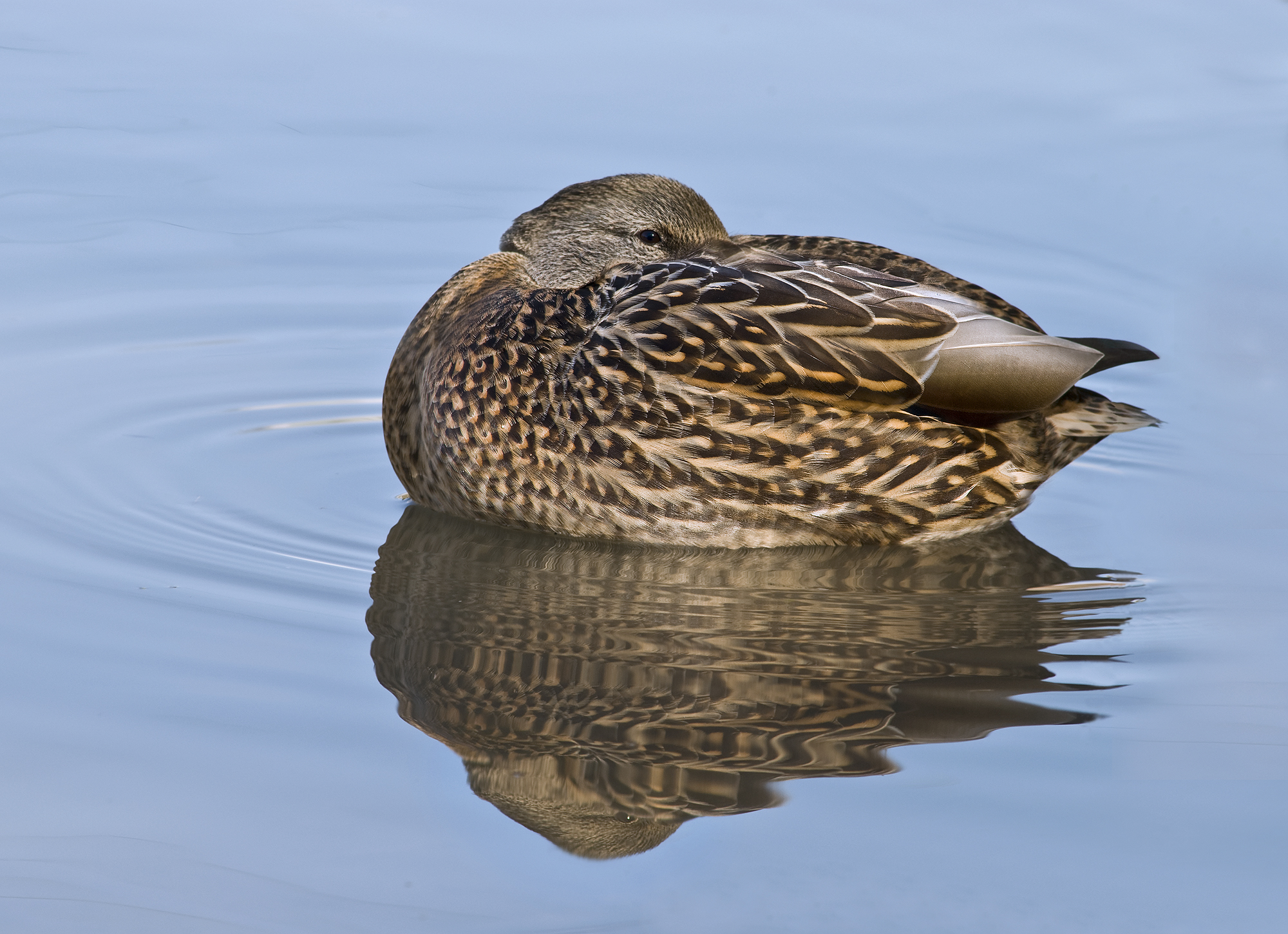
Башкирская цветная утка плавает в пруду

## Описание
Порода бывает двух вариантов окраса: чёрно-белый и «хаки» (практически такой же, как у кряквы).  Средний вес селезня — 4 килограмма (кг) утки — 3,5 килограмма (кг).
- Яйценоскость (черно-белые утки): 230-270 яиц в год
- Яйценоскость (утки «цвета хаки»): 210-250 яиц в год

Средняя яйценоскость несушки — 217 яиц за 40 недель (10 месяцев), выход утят - 78,2%,  затрат корма на 1 килограмм (кг) роста живой массы - 2,75 к.ед, сохранность молодняка — 98,8%.
Кормить уток необходимо три раза в день, так как только достаточный рацион обеспечивает максимальный вес птицы. К забою птицы готовы, достигнув массы 3 кг, примерно в возрасте 2,5 — 3 месяца. 
Утки достаточно шумные. Голос птиц громкий и резкий. Особи переговариваются между собой не только днём, но и ночью. Особенно сильно утки шумят, когда они взволнованы. Характер уток не злой, что позволяет легко держать их на общем птичнике.
Утки этой породы хорошо подходят для содержания в индивидуальном крестьянском хозяйстве. 